# Villarepos
Villarepos är en ort i kommunen Courtepin i kantonen Fribourg, Schweiz. Villarepos var tidigare en egen kommun, men den 1 januari 2017 inkorporerades den i Courtepin.